# Minitab

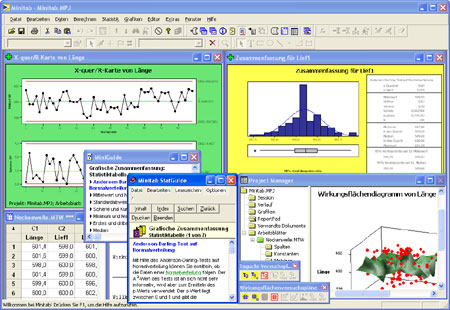
Zrzut ekranu przedstawiający Minitab

Minitab – oprogramowanie firmy Minitab Inc., wspomagające statystyczną kontrolę procesów.
Program powstał w 1972, na uniwersytecie stanowym Pennsylvania jako odchudzona wersja programu do analiz statystycznych - OMNITAB opracowanego przez NIST.
Twórcy Minitaba w 1983 założyli firmę Minitab Inc. Siedzibą firmy jest State College, Pensylwania. Biura posiada w Coventry, (Minitab Ltd.) i Paryżu (Minitab SARL). Ponadto posiada partnerów na całym świecie.
Oprogramowanie Minitab jest przeznaczone do wsparcia implementacji procesów Six Sigma oraz innych metodologii stosujących metody statystyczne w doskonaleniu procesów biznesowych.